# William Hathaway
Pour les articles homonymes, voir Hathaway.
William Dodd Hathaway (né le 21 février 1924 à Cambridge (Massachusetts) et mort le 24 juin 2013 à McLean (Virginie)) est un homme politique américain appartenant au parti démocrate.

## Biographie
William Hathaway nait à Cambridge dans le Massachusetts en 1924. Il part au combat lors de la Seconde Guerre mondiale au sein de l'Armée de l'air américaine. Son avion est abattu et Hathaway est fait prisonnier durant une courte période. Après la guerre, il étudie à l'école de droit de l'université Harvard où il obtient son diplôme en 1953. Il déménage alors dans le Maine où il travaille dans le domaine du droit.
Sa carrière politique débute lorsqu'il est élu pour le Parti démocrate à la Chambre des représentants des États-Unis. Il bat alors la femme politique et sénatrice républicaine Margaret Chase Smith. Il reste à la chambre entre 1965 et 1973. À cette époque, le parti démocrate arrive sur le devant de la scène politique dans l'État du Maine alors que celui-ci était traditionnellement dans les mains du Parti républicain. Durant cette période apparaissent aussi les hommes politiques Edmund Muskie et Kenneth Curtis. Après quatre mandats à la chambre, William Hathaway passe au Sénat des États-Unis de 1973 à 1979. En 1978, il est battu aux élections face au républicain William Cohen.
Après sa carrière politique, William Hathaway recommence à travailler dans le domaine du droit à Washington. Il est choisi par le Président George H. W. Bush pour participer à la commission fédérale maritime et en sera président de 1993 à 1996. Il prend sa retraite en 1996 et passe ses vieux jours dans la région de Washington.
Il meurt le 24 juin 2013 à McLean en Virginie et est inhumé au cimetière national d'Arlington.